# Annei
Annei (kanji: 安寧天皇 Annei Tennō) sägs ha varit Japans tredje kejsare, men de flesta historikerna idag anser honom vara påhittad.
Företrädd av: Suizei.
Efterträdd av: Itoku. 